# Epipagis ulricalis
Epipagis ulricalis là một loài bướm đêm trong họ Crambidae.